# Mètode Spaak
El Mètode Spaak o Mètode de negociació Spaak deriva del polític belga Paul-Henri Spaak que va aplicar aquest mètode a la conferència intergovernamental d'Experts sobre el Mercat Comú i Euratom el 1956 celebrat al castell de Val Duchesse, durant la preparació dels Tractats de Roma en 1957.
La major part de les negociacions va tenir lloc abans de la Conferència Intergovernamental amb el Comitè Spaak. Comitè encarregat de fer l'agenda de la conferència de la Val Duchesse. L'informe final de la Comissió va ser la base del Tractat aprovat posteriorment a Roma. Així, el paper dels treballs del Comitè va resultar preponderant, mentre que la conferència real només va servir per tornar a negociar els detalls per a la seva aprovació.
Aquest mètode va ser aplicat pel Comissió Delors per a la Unió Econòmica i Monetària.